# Corfinio
Corfinio is een gemeente in de Italiaanse provincie L'Aquila (regio Abruzzen) en telt 1001 inwoners (31-12-2004). De oppervlakte bedraagt 18,2 km², de bevolkingsdichtheid is 55 inwoners per km². Een deel van het grondgebied ligt binnen de grenzen van het Nationaal Park Majella.

## Demografie
Corfinio telt ongeveer 336 huishoudens. Het aantal inwoners steeg in de periode 1991-2001 met 3,0% volgens cijfers uit de tienjaarlijkse volkstellingen van ISTAT.
| Jaar | Inwoneraantal |
| ---- | ------------- |
| 1991 | 968           |
| 2001 | 997           |

## Geografie
De gemeente ligt op ongeveer 365 m boven zeeniveau.
Corfinio grenst aan de volgende gemeenten: Popoli (PE), Pratola Peligna, Raiano, Roccacasale, Salle (PE), Tocco da Casauria (PE), Vittorito.

## Geschiedenis
In de klassieke oudheid was Corfinium een stadje in het land van de Paeligni, gelegen aan de bovenloop van de Aternus, ± 120 km ten oosten van Rome. 

Corfinium kreeg bekendheid doordat het in 90 v.Chr. door de opstandige Italische bondgenoten van Rome tot bondshoofdstad werd uitgeroepen onder de naam Italia. Het beleg van Corfinium in 49 v.Chr. was de eerste militaire confrontatie in de Burgeroorlog tussen Pompeius en Caesar. In de keizertijd genoot het stadje de status van municipium en verkreeg het enige betekenis als handelsstad dankzij zijn gunstige ligging aan de Via Valeria. 

Van de antieke stad, die in de vroege middeleeuwen verwoest schijnt te zijn, is slechts weinig teruggevonden: er vonden tussen 1877 en 1922 opgravingen plaats nabij het huidige Pentima.
Acciano · Aielli · Alfedena · Anversa degli Abruzzi · Ateleta · Avezzano · Balsorano · Barete · Barisciano · Barrea · Bisegna · Bugnara · Cagnano Amiterno · Calascio · Campo di Giove · Campotosto · Canistro · Cansano · Capestrano · Capistrello · Capitignano · Caporciano · Cappadocia · Carapelle Calvisio · Carsoli · Castel del Monte · Castel di Ieri · Castel di Sangro · Castellafiume · Castelvecchio Calvisio · Castelvecchio Subequo · Celano · Cerchio · Civita d'Antino · Civitella Alfedena · Civitella Roveto · Cocullo · Collarmele · Collelongo · Collepietro · Corfinio · Fagnano Alto · Fontecchio · Fossa · Gagliano Aterno · Gioia dei Marsi · Goriano Sicoli · Introdacqua · L'Aquila · Lecce nei Marsi · Luco dei Marsi · Lucoli · Magliano de' Marsi · Massa d'Albe · Molina Aterno · Montereale · Morino · Navelli · Ocre · Ofena · Opi · Oricola · Ortona dei Marsi · Ortucchio · Ovindoli · Pacentro · Pereto · Pescasseroli · Pescina · Pescocostanzo · Pettorano sul Gizio · Pizzoli · Poggio Picenze · Prata d'Ansidonia · Pratola Peligna · Prezza · Raiano · Rivisondoli · Rocca Pia · Rocca di Botte · Rocca di Cambio · Rocca di Mezzo · Roccacasale · Roccaraso · San Benedetto dei Marsi · San Benedetto in Perillis · San Demetrio ne' Vestini · San Pio delle Camere · San Vincenzo Valle Roveto · Sant'Eusanio Forconese · Sante Marie · Santo Stefano di Sessanio · Scanno · Scontrone · Scoppito · Scurcola Marsicana · Secinaro · Sulmona · Tagliacozzo · Tione degli Abruzzi · Tornimparte · Trasacco · Villa Sant'Angelo · Villa Santa Lucia degli Abruzzi · Villalago · Villavallelonga · Villetta Barrea · Vittorito
1. ↑  https://demo.istat.it/?l=it.